# Stony (rivière)
La rivière Stony est un cours d'eau d'Alaska, aux États-Unis situé dans la région de recensement de Bethel. C'est un affluent du fleuve Kuskokwim.

## Description
Longue de 190 milles (306 km), elle prend sa source dans le glacier Stony et coule en direction du sud-ouest puis du nord-ouest pour se jeter dans le fleuve Kuskokwim à 20 milles (32 km) au nord-est de Sleetmute.
Son nom actuel lui a été donné par les prospecteurs, et a été référencé en 1908 par A.G. Maddren de l'United States Geological Survey. En 1842-1844, le lieutenant Lavrenti Zagoskine l'avait notée sous le nom eskimo R(eka) Tkhalkhuk ili ou indien : Mantashtano.